# مارتياليس
إسمه الكامل ماركوس فاليريوس مارتياليس (باللاتينية: Marcus Valerius Martialis) هو شاعر روماني من هسبانيا (إسبانيا حالياً) عاش في مابين القرن الأول والثاني الميلادي، ألف حوالي 12 كتاب أشهرها كتاب إبيجراما الذي نشر في سنة 86 في روما، عاصر كل من دوميتيان ونيرفا وتراجان، أشتهرت أشعاره بالفكاهة في روما، وكثيراً ما كانت تشاع عنه الفضائح لكثره أشعاره الرومانسية، حيث كان مبتعداً عن أقاربه الذين كانوا محافظين، توفي في حوالي سنة 102 ميلادية.

## روابط خارجية
- مارتياليس على موقع الموسوعة البريطانية (الإنجليزية)
- مارتياليس على موقع ميوزك برينز (الإنجليزية)
- مارتياليس على موقع إن إن دي بي (الإنجليزية)
- مارتياليس على موقع ديسكوغز (الإنجليزية)